# タトラT3 (オストラヴァ市電)
この項目では、タトラ国営会社スミーホフ工場（ČKDタトラ）が製造した路面電車車両（タトラカー）のタトラT3のうち、チェコスロバキア（→チェコ）の都市・オストラヴァの路面電車であるオストラヴァ市電の車両について解説する。1965年から1987年まで長期に渡る導入が実施され、2023年現在も近代化工事が実施された車両による営業運転が行われている。

## 概要
タトラカーは、タトラ国営会社スミーホフ工場（→ČKDタトラ）がアメリカ合衆国で開発された高性能路面電車・PCCカーの技術をライセンス契約で獲得し、それを用いて生産した路面電車車両の総称である。そのうち、オストラヴァ市電には初代のタトラT1が44両、2世代目のタトラT2が100両導入されたが、それ以降も多数の小型2軸車が残存しており、これらの置き換えに加えて増え続ける需要に対しての輸送力不足が課題となっていた。これらを解消するため1965年以降導入が開始されたのが、3世代目のタトラカーにあたるタトラT3である。
タトラT3は、タトラT2において指摘された重量の重さなどの欠点を改善した片運転台・片方向型ボギー車で、基本的な車体寸法はT2を基にしながらも、車体デザインに変更が加えられた。またプラスチックやグラスファイバーなどの素材を車体に用いた他、座席もプラスチック製のものを採用するなど各部に軽量化が施された。製造両数は14,000両を超え、チェコスロバキアのみならず東側諸国の多くの都市へ導入されたが、その一方で電気機器についてはタトラT2から改良を施したTR37形制御装置などを搭載したものの、基本的な構造はPCCカーから変更されておらず、前時代的なものだった。

## 歴史
タトラT3の製造は1960年の試作車から始まり、1962年からプラハ市電（プラハ）向けの量産車（1次車、T3/I）の生産が行われた。オストラヴァ市電に最初に導入された20両（701 - 720）はそれ以降に生産された3次車（T3/III）にあたる。製造は1964年から1966年にかけて実施され、納入は1965年から行われた。最初に営業運転が行われたのは同年の11月である。
これらの車両の製造当時、オストラヴァ市電には連接車（タトラK1）の運用も行われており、エネルギー消費量や必要な車掌の人数削減、導入コストの面から連接車の方が有利であると見做されていた。そのため、以降のタトラカーの増備は連接車によって賄われる事が検討されていたが、新技術を導入したタトラK1に故障が相次いだ事や、1966年から納入が行われた後継車のタトラK2も性能の低さやČKDタトラ側の生産体制の事情などの要因から主力車両とならず、最終的にオストラヴァ市電にはタトラT3の導入が継続して行われる事となった。
それを受け、1966年から1967年にかけてタトラT3の4次車（T3/IV）が23両（721 - 743）納入され、1968年からは5次車（T3/V）にあたる54両（744 - 797）が1976年までの長期にわたって納入された。更に同年にはオストラヴァ市電の工場で最終組み立てを実施した1両（798）が完成しており、オストラヴァ市電のタトラT3の合計両数はこの時点で98両となった。これに伴い、従来の2軸車は郊外地域へ向かう一部系統を除いて1976年までに営業運転から撤退した。
製造元のČKDタトラはこれらの5次車をもってチェコスロバキア向けのタトラT3の生産を終了し、以降は後継車となるタトラT5（タトラT5A5）に移行する予定であったが、制御装置の開発の難航やチェコスロバキアの各交通事業者からの納入拒否といった要因から量産には至らなかった。この事態を受け、当時ソビエト連邦（ソ連）向けに生産が継続されていたタトラT3SUをチェコスロバキア向けにも生産することが決定し、そのうちオストラヴァ市電には1982年に5両（901 - 905）が導入された。更に同年からはチェコスロバキア向けに仕様を変更したタトラT3SUCSの生産が開始され、オストラヴァ市電には122両（906 - 1027）が1988年まで納入された。
1980年代に起きた交通事故によるものを除いた廃車は1996年のタトラT3Mから始まり、2000年代以降は後述の改造を行っていない車両の廃車も行われるようになった。2000年代以降は超低床電車の導入により置き換えは更に進み、抵抗制御装置を用いた原型の車両は2022年12月30日をもって営業運転を終了した。
これらの廃車になったタトラT3の多くは現地で解体、もしくは機器の流用が行われ、2000年代まではチェコのリベレツ市電（リベレツ：4両）やロシアのイジェフスク市電（イジェフスク：1両）など譲渡例は僅かな事例に限られていたが、2010年代以降はタトラT3SUやタトラT3SUCSを中心にハルキウ市電（ハルキウ）を始めとしたウクライナの各都市を始め積極的な譲渡が行われている。一方、タトラT3のうち引退後に原形への復元が行われた1両（752）はオストラヴァ市電で動態保存されている他、事業用車両に改造された複数の車両も引き続き在籍している。

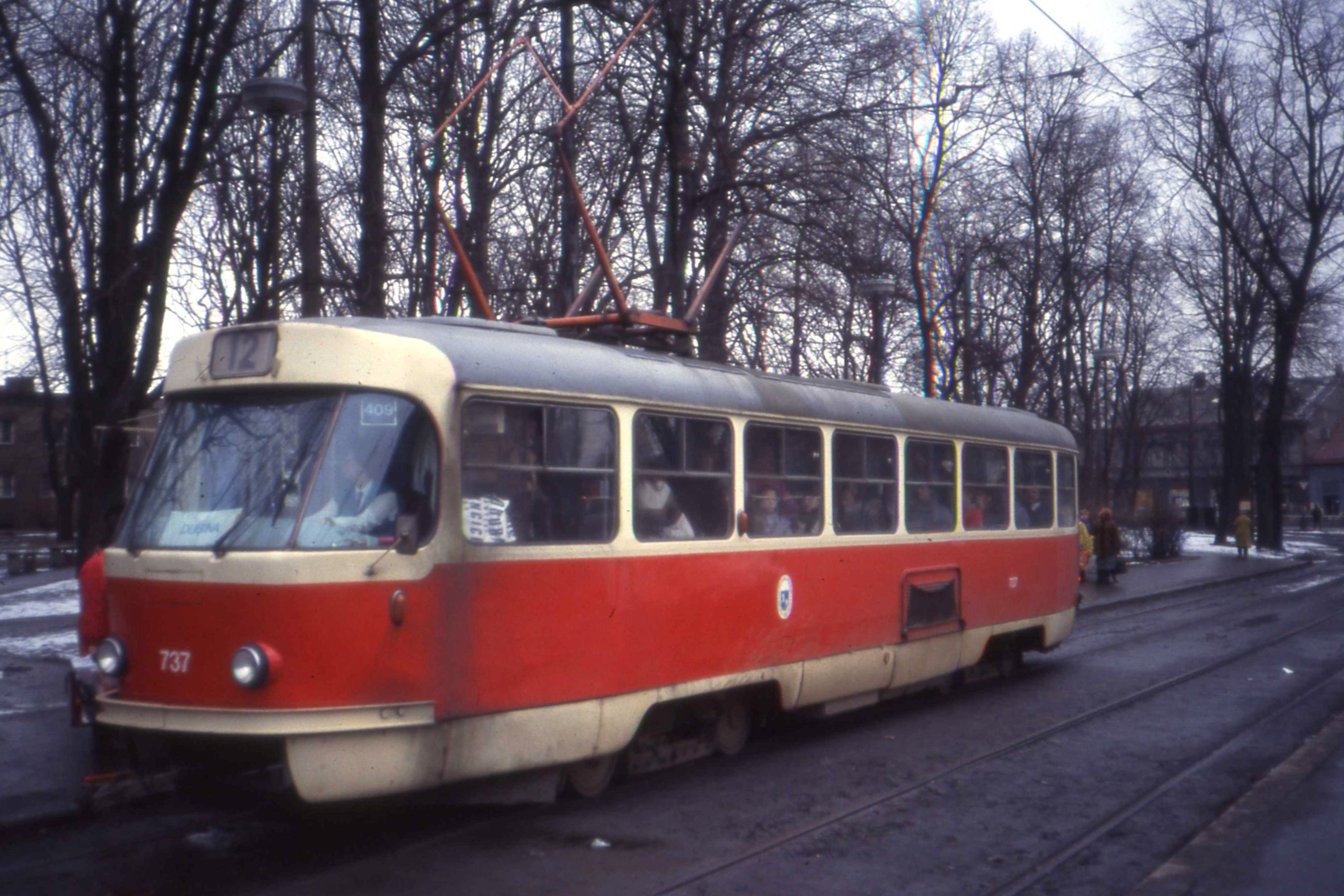
登場当時の塗装 （737、1992年撮影）
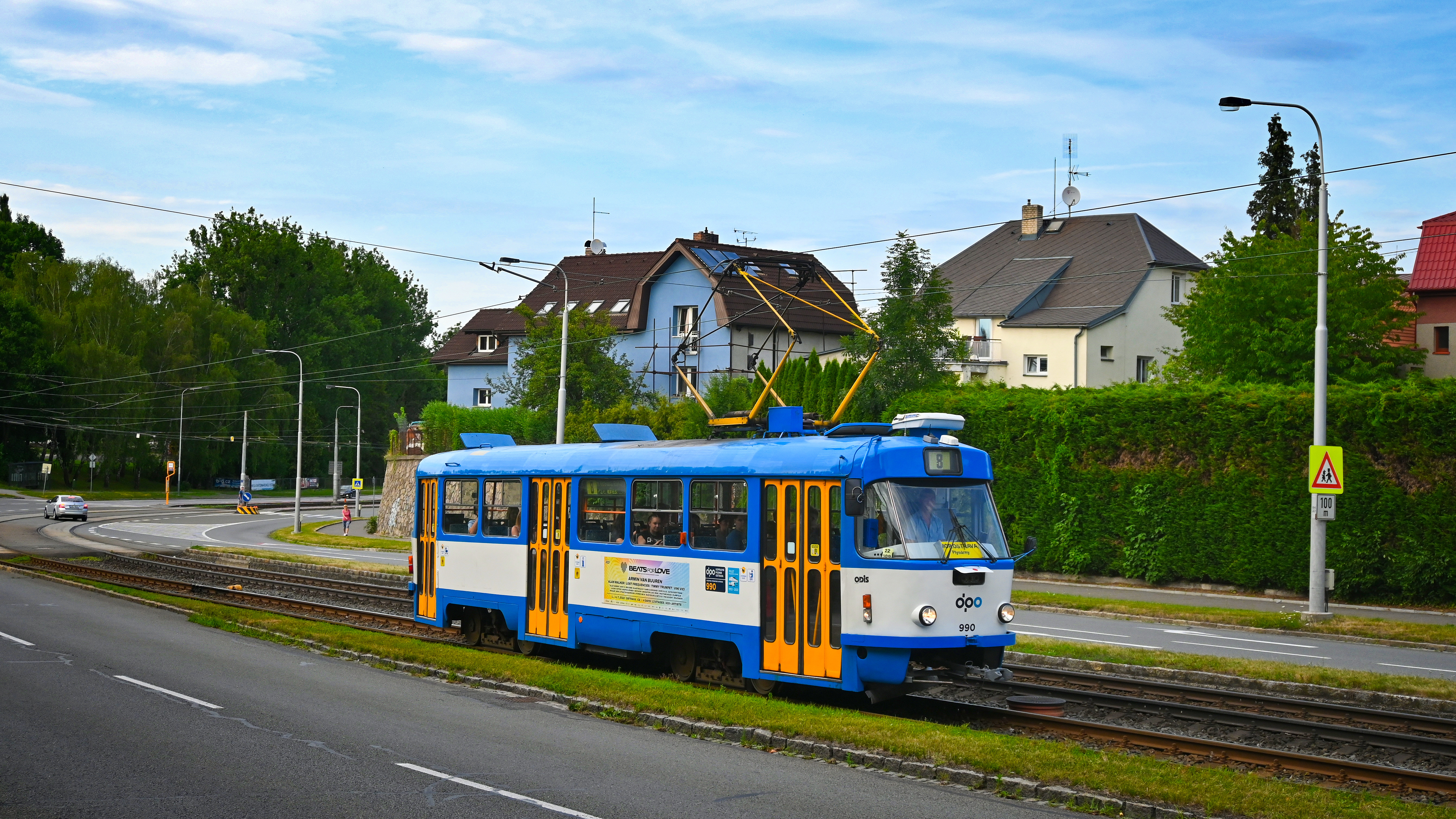
青色と白色を基調とした塗装は1992年に登場した （990、2022年撮影）
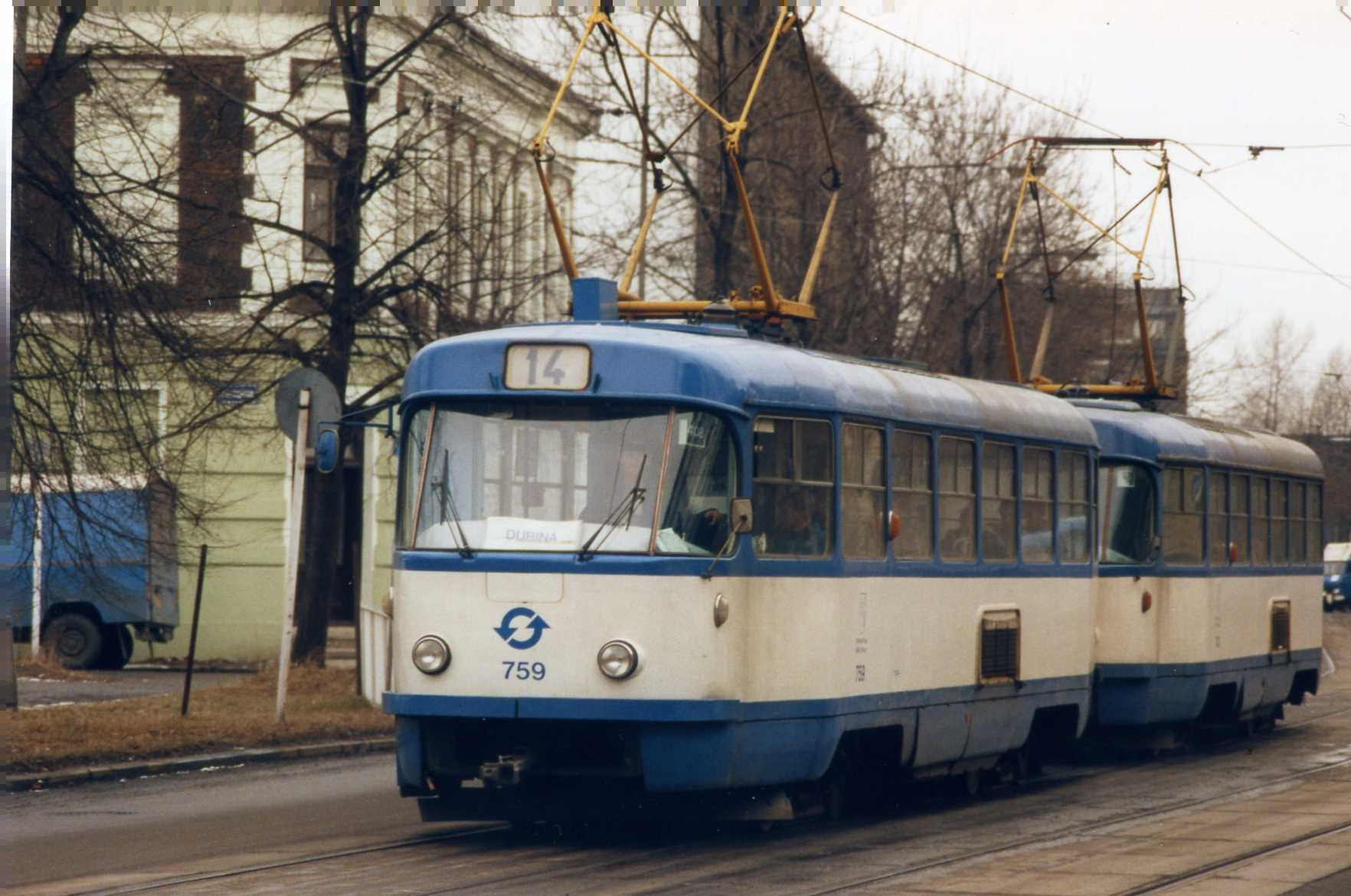
連結運転 （1992年撮影）
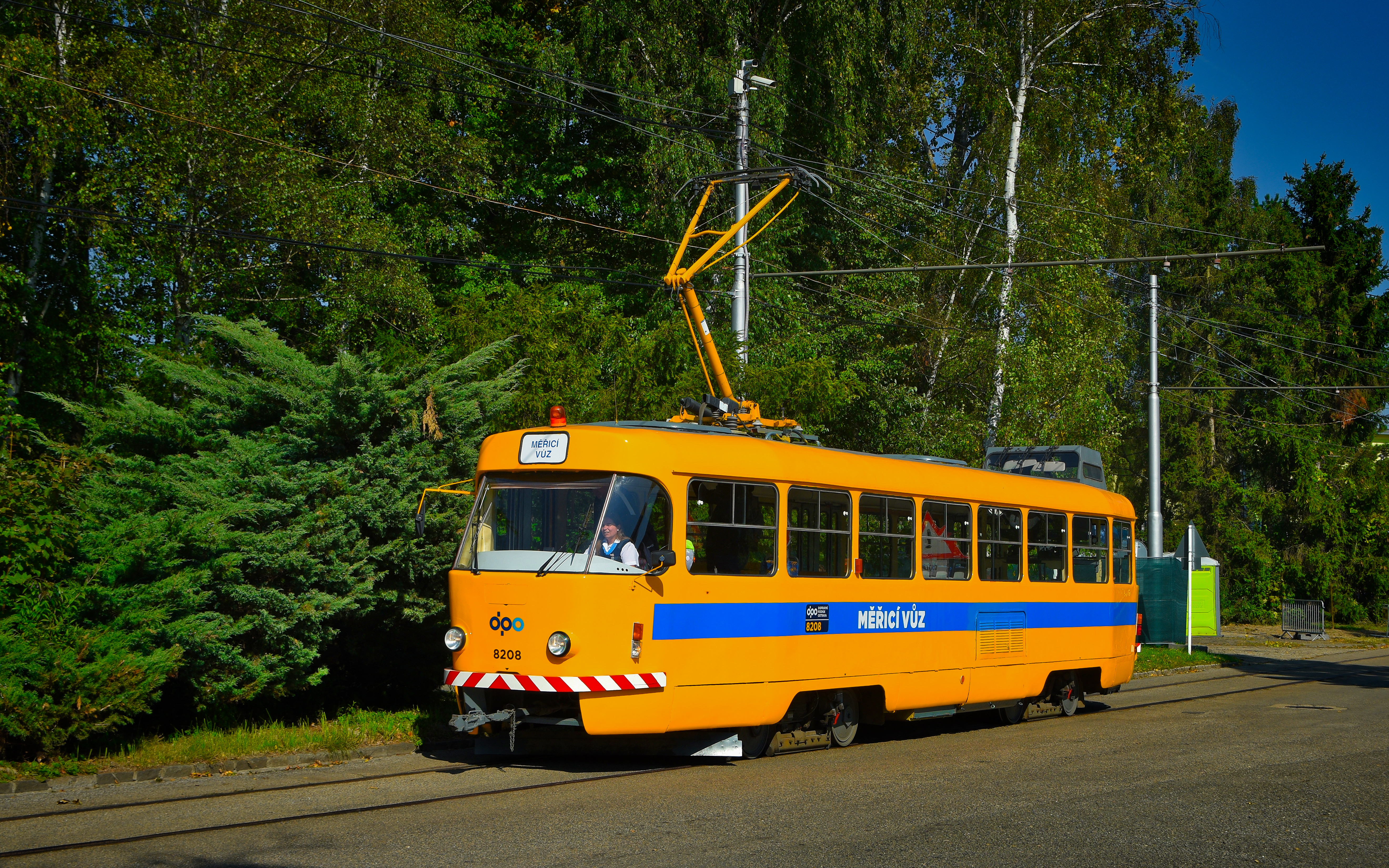
事業用車両 （8208、2021年撮影）

## 改造
オストラヴァ市電に導入されたタトラT3のうち、一部の車両については電気消費量が多く修繕の手間もかかる従来の抵抗制御方式の制御装置の交換を中心とした改造を受けている他、2000年代以降は台車や一部機器を流用し新造車体と組み合わせる事例も生じている。
- タトラT3M - 制御装置をTV1形サイリスタチョッパ制御装置に交換した形式。1979年から1981年にかけて初期車を中心に21両が改造を受けたが、機器の故障頻度や維持費の高さが起因となり1996年から廃車が始まり、2001年に形式消滅した[4][16][3][20]。
- タトラT3G（チェコ語版） - 制御装置をTV8形GTOサイリスタチョッパ制御装置に交換した形式。前述したタトラT3Mを含めた既存車両からの改造に加え、新規に製造された車体・電気機器とタトラT2・T3の台車・一部機器を組み合わせた車両も20両（1028 - 1047）作られ、合計46両が導入された。最後の車両（1046）が営業運転に使用されたのは2022年1月31日である[1][4][15]。
- タトラT3R.E - 制御装置をかご形三相誘導電動機のTVユーロパルス（TV Europulse）に交換した形式。2両が改造され、2020年まで使用された[4][21]。
- タトラT3R.P - 制御装置を直流電動機のTVプログレス（TV Progress）に交換した形式。1999年から2004年の間に45両が改造を受け、未改造のタトラT3系列が営業運転を終了した2022年以降も夜間の運用を中心に継続して使用される事になっている[4]。
- タトラT3R.EV - タトラT3系列の台車を流用し、新造品の車体や電気機器と組み合わせた形式。2004年に1両が導入され営業運転に使用されたが、2021年に教習用車両への改造が行われた[22][23][24]。
- ヴァリオLFR - タトラT3の台車や一部機器を流用し、新造された部分低床式車体や電気機器と組み合わせた形式。機器の違いによって2種類に細分化されており、2005年以降ヴァリオLFR.Eが47両、ヴァリオLFR.Sが17両導入されている[22][25][26]。

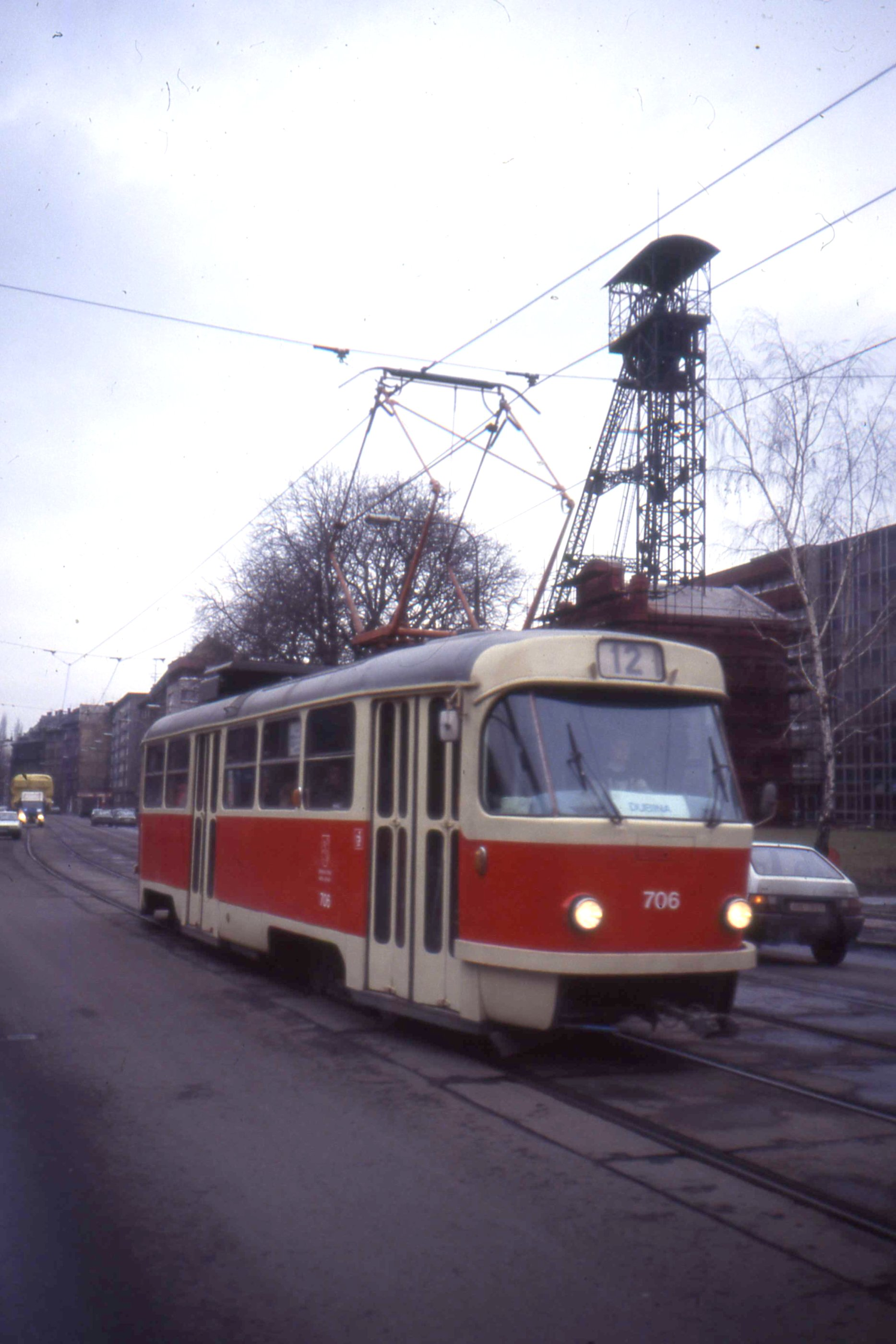
タトラT3M（1992年撮影）
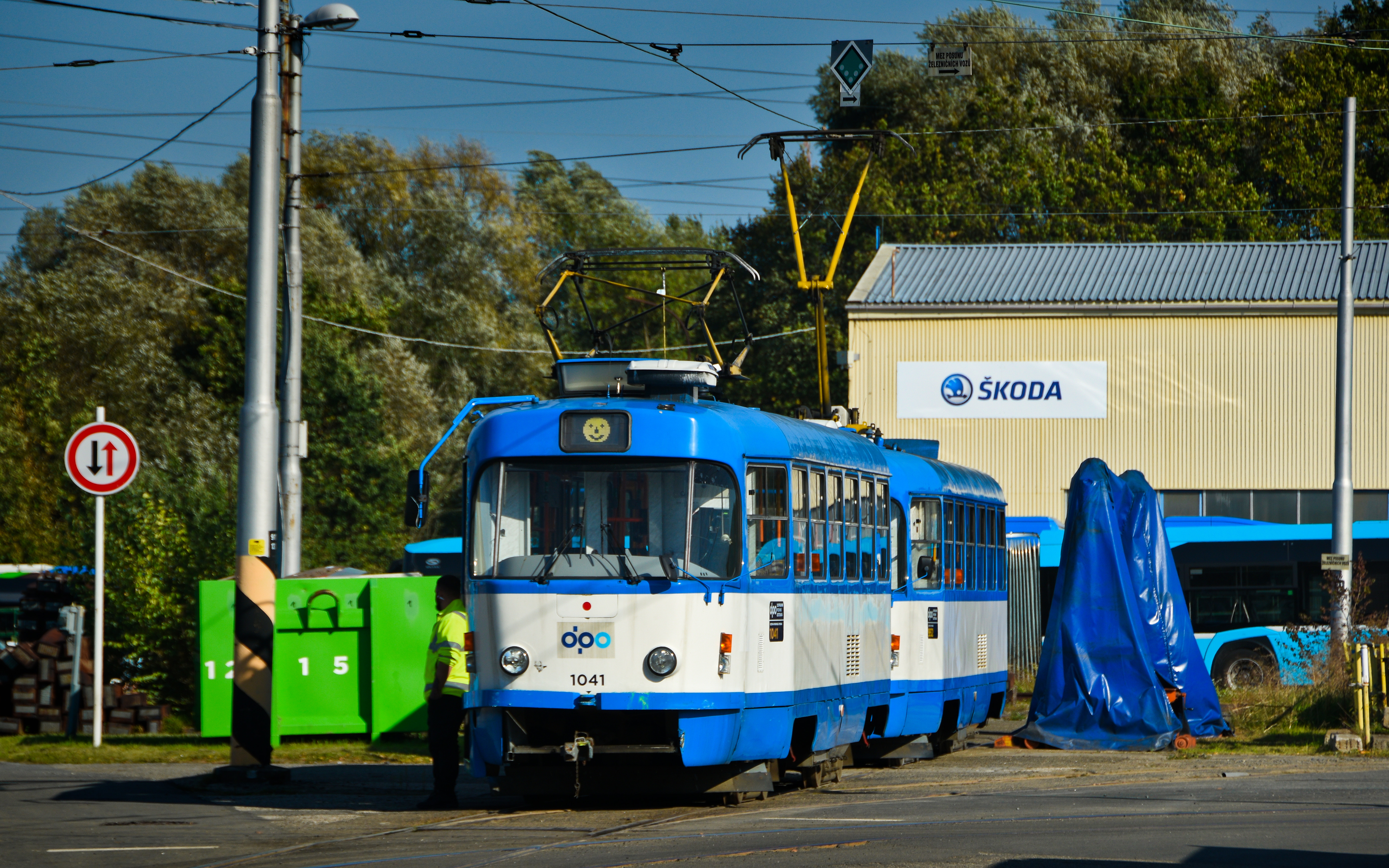
タトラT3G（2021年撮影）
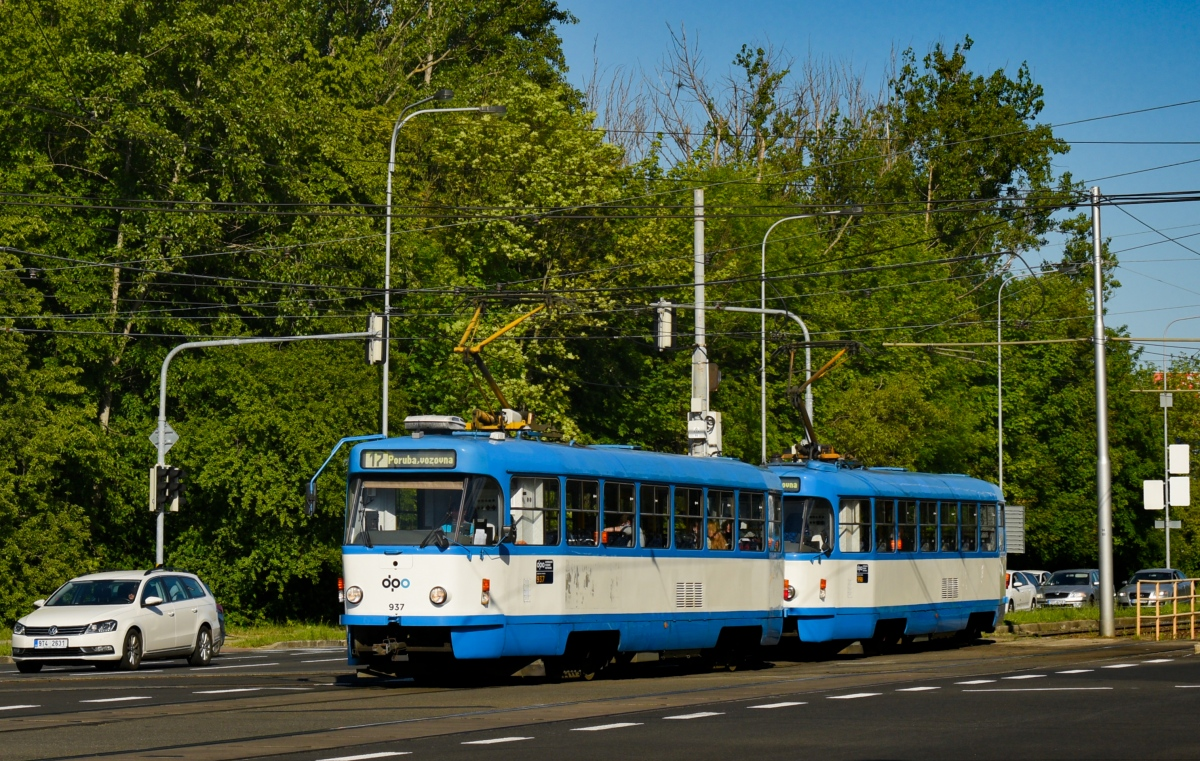
タトラT3R.P（2020年撮影）
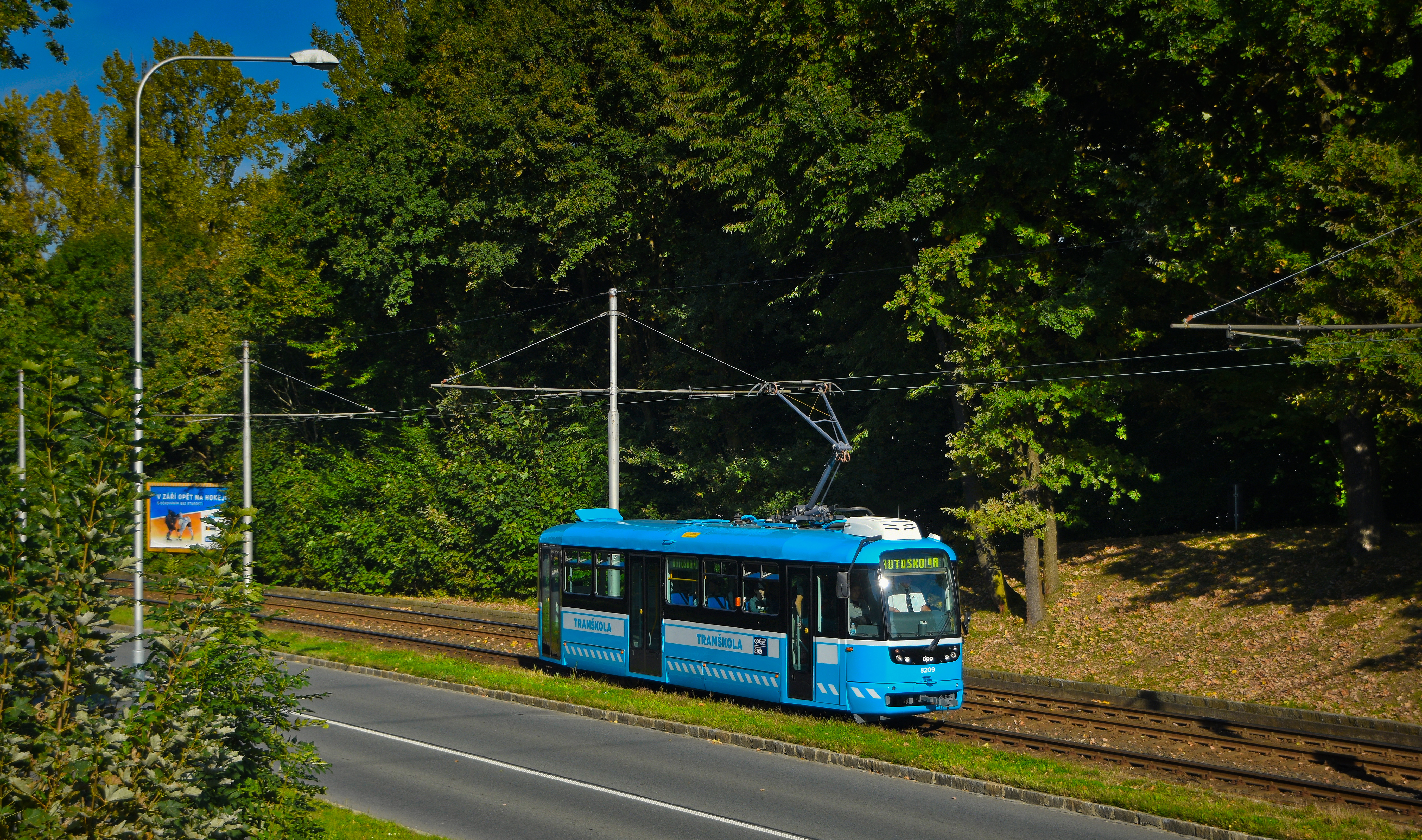
タトラT3R.EV（2021年撮影）
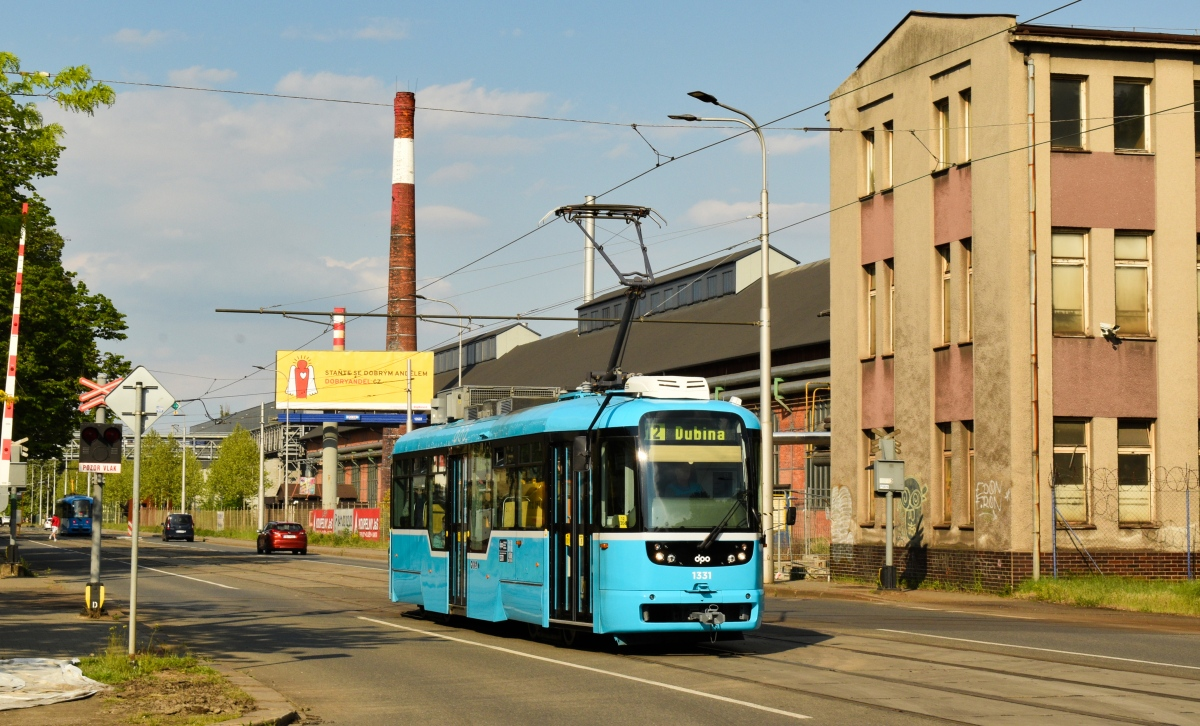
ヴァリオLFR.E（2020年撮影）